# كريستيانو زانيتي
كريستيانو زانيتي (بالإيطالية: Cristiano Zanetti)‏ لاعب كرة قدم إيطالي يلعب حاليا لصالح نادي الدرجة الأولى فيورنتينا الإيطالي منذ 2009 في مركز الوسط المحوري .

## مسيرته الكروية
لعب كريستيانو زانيتي خلال مسيرته الاحترافية مع 8 أندية في ثمانية عشر موسمًا وسجل خلالها 6 أهداف ضمن 312 مباراة. حيث فاز في ثلاثة مواسم بالكأس وفي موسم واحد بالدوري.
خاض كريستيانو زانيتي مسيرته مع نادي فيورنتينا في موسم 1994–95 في المرة الأولى ولمدة موسمين ثم في موسم 2009–10 ولمدة موسمين، مشاركًا طوالها في 33 مباراة ولم يسجل أي هدف. ثم انتقل إلى نادي فينيزيا في موسم 1996–97 لمدة موسم واحد، حيث شارك في 21 مباراة ولم يسجل أي هدف أيضًا. لينتقل بعدها إلى نادي ريجيانا 1919 في موسم 1997–98 لمدة موسم واحد، مشاركًا في 31 مباراة ولم يسجل أي هدف أيضًا. ثم انتقل إلى نادي كالياري في موسم 1998–99 لمدة موسم واحد، مشاركًا في 18 مباراة ولم يسجل أي هدف أيضًا. هذا وانتقل لاحقًا إلى نادي روما في موسم 1999–00 ولمدة موسمين، مشاركًا في 38 مباراة ولم يسجل أي هدف أيضًا. ثم انتقل بعدها إلى نادي إنتر ميلان في موسم 2001–02 ليلعب معه خمسة مواسم، مشاركًا في 100 مباراة سجل خلالها هدفين. ليعود وينتقل من جديد، لكن هذه المرة إلى نادي يوفنتوس في موسم 2006–07 واستمر معه طيلة ثلاثة مواسم، مشاركًا في 63 مباراة سجل خلالها 4 أهداف. لينتقل بعدها إلى نادي بريشيا في موسم 2010–11 لمدة موسم واحد، مشاركًا في 8 مباريات ولم يسجل أي هدف.

## روابط خارجية
- كريستيانو زانيتي على موقع الاتحاد الدولي (مؤرشف)  (الإنجليزية)
- كريستيانو زانيتي على موقع الاتحاد الأوربي (الإنجليزية)
- كريستيانو زانيتي على موقع قاعدة بيانات كرة القدم.إي يو (الإنجليزية)
- كريستيانو زانيتي على موقع ليكيب (الفرنسية)
- كريستيانو زانيتي على موقع ناشيونال فوتبول تيمز (الإنجليزية)
- كريستيانو زانيتي على موقع Soccerway.com (الإنجليزية)
- كريستيانو زانيتي على موقع عالم كرة القدم.نت (الإنجليزية)
- كريستيانو زانيتي على موقع كووورة
- كريستيانو زانيتي على موقع أوليمبيديا (الإنجليزية)
- كريستيانو زانيتي على موقع CONI honoured athlete website (الإيطالية)